# Anomonotes annulipes
Anomonotes annulipes är en skalbaggsart som beskrevs av Heller 1917. Anomonotes annulipes ingår i släktet Anomonotes och familjen långhorningar. Inga underarter finns listade i Catalogue of Life.